# Про лига Персијског залива
Про лига Персијског залива (перс. لیگ برتر خلیج فارس), раније позната као Иранска Про лига (перс. لیگ برتر فوتبال ایران), највиша је професионална фудбалска лига Ирана од свог оснивања 2001. године. Од 2013. године у лиги се такмичи 16 тимова од којих прва четири тима иду у квалификације за АФК Лигу шампиона, а последња два тима испадају из лиге у Азадеган лигу, други ниво такмичења. Најуспешнији клуб је Персеполис са 6 титула Про лиге и 13 титула укупно. Лига је имала периоде када се у њој такмичило 14 и 18 клубова.